# Canarium piloso-sylvestre
Canarium piloso-sylvestre är en tvåhjärtbladig växtart som beskrevs av Leenh.. Canarium piloso-sylvestre ingår i släktet Canarium och familjen Burseraceae. Inga underarter finns listade i Catalogue of Life.